# Birinci Varlı
Birinci Varlı è un comune dell'Azerbaigian situato nel distretto di Salyan. Conta una popolazione di 1 069 abitanti.